# Ministère du Travail (France)
Pour les articles homonymes, voir Ministère des Affaires sociales.
En France, le ministère du Travail est chargé des thématiques du travail, des relations avec les partenaires sociaux et des thématiques sociales, notamment de la politique générale d'action sociale.
Entre sa création en 1906 et 1983, le ministère a quasiment continuellement porté le nom de « ministère du Travail ». Avec l'alternance de 1981, cette aire d'action administrative a souvent changé de nom, alternant les labels de solidarité ou d'affaires sociales, d'emploi ou de travail. En fonction de la composition du gouvernement, le ministère du Travail partage en commun certains services d’administration centrale avec le ministère de la Santé ; ils sont alors désignés sous le vocable de ministères sociaux.
Situé hôtel du Châtelet (127, rue de Grenelle, 7e arrondissement), siège historique depuis sa création, c'est dans ce bâtiment du ministère du Travail que furent négociés et signés les accords de Grenelle qui mirent fin aux événements de mai 1968 en France.
Au sein du gouvernement de François Bayrou, Catherine Vautrin en est la ministre depuis le 23 décembre 2024.

## Histoire

### Avant le ministère du Travail

#### Naissance du droit au Travail

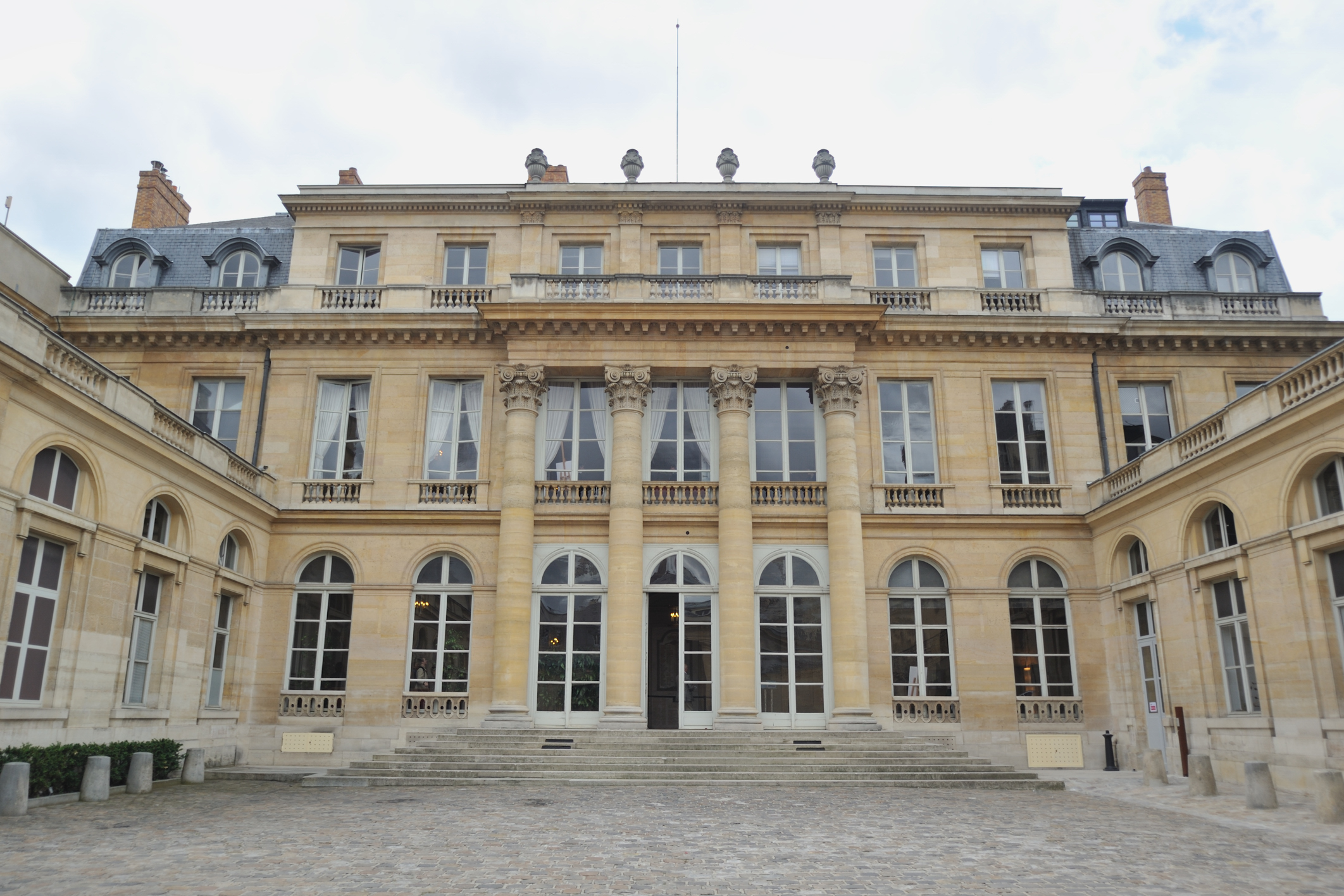
L'hôtel du Châtelet, siège du ministère dans le 7e arrondissement de Paris.

Le ministère du Travail peut trouver son origine dès la Révolution française avec l'idée en 1793 (Terreur) que le droit à la subsistance passait par un droit au travail : « la société doit subsistance aux citoyens malheureux soit en leur subsistant du travail soit en donnant du travail à ceux qui veulent du travail ». Il reprend ainsi l'idée de l'existence des ateliers de charité de Turgot, sous Louis XVI, qui consistait à donner du travail à ceux qui n'en avaient pas[réf. nécessaire].

#### Révolution de 1848
C'est la révolution de 1848, en France, qui va marquer l'émergence idéologique de la prise en compte par l'état du Travail. Du fait d'une situation difficile en France, l'industrialisation (et donc le salariat) conduit à l'augmentation du chômage et, de là, la paupérisation conduit à la Révolution. Le Gouvernement Provisoire de 1848 proclame l'existence d'un « droit au Travail » le 26 février 1848, qui donnera lieu à la commission du Luxembourg (ouvrier machiniste Alexandre Martin, dit l'ouvrier Albert, et Louis Blanc, exilé en 1849), censée réfléchir à la question du droit au travail. Cette commission va vite être remise en cause par la frange plus conservatrice de la Révolution. L'idée d'un droit au travail n'est cependant pas reprise dans la conclusion : Adolphe Thiers était contre l'institutionnalisation de l'idée de « devoir de travail » mais favorable a une lutte pragmatique de l'État dans ce domaine, alors que Ledru-Rollin était favorable à ce que « le droit au travail » soit inscrit dans la constitution. De même, Louis-Napoléon Bonaparte développe l'idée d'un devoir étatique afin de lutter contre le chômage, dans son livre Extinction du paupérisme.

#### Émergence et diffusion de l'idée d'un droit au Travail
Enfin on peut penser aux nombreux débats d'idées et l'émergence d'une volonté de régulation par des pouvoirs publics jusqu'au début de la IIIe république (1870), avec notamment le socialisme municipal, le boulangisme, la politique de Bismarck, le catholicisme social (Alban de Villeneuve de Borgemont qui rédigea un manuel d'économie politique chrétienne). C'est ainsi une question qui va être récurrente tout au long du XIXe siècle.

#### IIIeRépublique
L'idée d'organiser les relations entre l'État, les entreprises, les salariés n'est pas nouvelle. Elle commence avec l'instauration du syndicalisme (Loi Waldeck-Rousseau). De plus Camille Raspail, député du Var propose à la Chambre des députés la création d'un ministère du travail en 1886, 1889, 1890 et 1892, qui est tout le temps rejeté (du fait de la méfiance de l'épisode de la révolution de 1848). Cependant des Inspecteurs du travail sont créés en 1892 afin de faire respecter les lois votés (travail des enfants...). D'autres hommes politiques demanderont la création d'un ministère du travail comme Édouard Vaillant (socialiste révolutionnaire) mais aussi l'abbé Lemire, chrétien démocrate. Toutes ces demandes aboutiront en 1906 grâce à Georges Clemenceau.

### Création du ministère du Travail

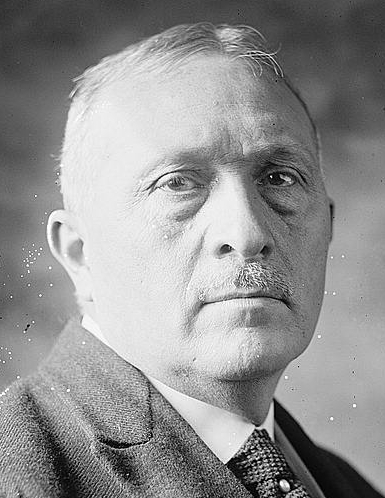
René Viviani, premier ministre du Travail.

Déjà, en mars 1906, le ministère du Commerce avait été renommé en ministère du Commerce, de l'Industrie et du Travail au sein du Gouvernement Ferdinand Sarrien. Mais c'est le 25 octobre de la même année que le « ministère du Travail et de la Prévoyance sociale » fut créé par le président du Conseil Georges Clemenceau (1er cabinet), et fut confié au socialiste indépendant René Viviani. Dans le contexte social agité de 1906 (mille trois cents grèves d’une durée moyenne de dix-neuf jours), qui voit la montée en puissance de la Confédération générale du travail (CGT) notamment à l’occasion des manifestations du 1er mai, le gouvernement ne peut plus ignorer les revendications sociales. La création de ce ministère répond à ce contexte, mais c’est aussi un habile coup politique pour valoriser les socialistes indépendants qui, contrairement à la jeune Section française de l'Internationale ouvrière (SFIO), soutiennent le gouvernement des radicaux. Le nouveau ministère regroupe la direction du Travail et celle de l’Assurance et de la Prévoyance sociale, alors rattachées au ministère du Commerce, ainsi que celle de la Mutualité, supervisée elle par le ministère de l’Intérieur.
On doit aux premières années de ce ministère les bases du dialogue social :
- la loi du 17 mars 1907 instaurant la parité aux conseils de prud’hommes ;
- la loi du 13 juillet 1907 qui donne aux femmes le droit de disposer de leur salaire ;
- la loi du 7 décembre 1909 obligeant l’employeur à verser régulièrement le salaire en monnaie légale ;
- la loi du 5 avril 1910 sur les retraites ouvrières et paysannes ;
- la loi du 28 décembre 1910 créant le Code du travail.

Durant la Première Guerre mondiale, ce ministère est alors chargé d'organiser l'effort de guerre à l'arrière et de trouver une main d'œuvre (essentiellement féminine, étrangère ou infantile) pour remplacer les hommes partis sur le front, notamment sous l'impulsion à partir de 1916 d'Étienne Clémentel qui organise la France alors en régions économiques.
Le ministère du Travail est également mis à l'honneur sous le gouvernement de Front populaire avec son ministre Jean-Baptiste Lebas et surtout avec les Accords Matignon de 1936 qui sont vus comme les premières réformes sociales d'importance.
La mise en place du système de protection sociale est dirigée par Ambroise Croizat, ministre (communiste) du travail du 21 novembre 1945 au 4 mai 1947.

### Un périmètre mouvant
Depuis 1966, en parallèle du ministère des Affaires Sociales et de la Santé, le ministère du Travail a souvent pris la dénomination ministère des Affaires sociales, notamment de 1966 à 1969, de 1983 à 1984 ou de 1986 à 1988. De 1984 à 1986 et de 1988 à 1995, le ministère du Travail et le ministère des Affaires sociales sont séparés. Entre 2002 et 2010, la Solidarité et /ou la Cohésion sociale est plutôt à la charge du ministère du Travail tandis que la Santé est à part. Entre 2010 et 2012, le Travail et la Santé sont regroupés et le ministère des Solidarités et de la Cohésion sociale est créé,. Depuis 2012, le ministère du Travail et le ministère des Affaires sociales (devenues Solidarités en 2017) sont de nouveau séparés.
En 1981, le ministère est piloté par une ministre d'État et revêt le label de change de la Solidarité nationale, avec deux ministres en appui. En 1983, il devient le Ministre des Affaires sociales et de la Solidarité nationale.
Il a connu une importance considérable sous le gouvernement de Lionel Jospin de 1997 à 2001. En effet, le ministère de l'Emploi et de la Solidarité arrive en tête des ministères dans l'ordre de préséance du gouvernement, une première, et la ministre Martine Aubry est à l'origine de plusieurs réformes phares de la majorité de gauche plurielle (35 heures, emplois-jeunes).
La droite revenue au pouvoir en 2002 confirme le poids important de ce ministère dans le gouvernement, puisque son titulaire, d'abord François Fillon est numéro 3 du gouvernement et mène l'une des réformes les plus importantes de cette législature, la réforme des retraites en 2003. La Politique de la ville lui est rattaché, et le reste jusqu'en 2010. Entre 2007 et 2010, l’Emploi est associé au ministère de l’économie, alors que le travail est associé à la solidarité et à la fonction publique. Puis entre 2010 et 2012, le gouvernement a un ministère du travail, de l'emploi et de la santé.
En 2012, le ministère prend les attributions relatives au travail, à l'emploi, à la formation professionnelle et au dialogue social. En 2017, il porte simplement le nom de « ministère du Travail ».

### Identité visuelle (logotype)
Le logotype du ministère varie régulièrement au gré des changements de dénominations. Le logotype suit systématiquement les règles et principes de la charte graphique de la communication gouvernementale en France avec le système du « bloc marque » depuis 1999.

Logo du ministère de l'Emploi et de la Solidarité (volet Emploi) de juin 1997 à 1999.
Logo du ministère de l'Emploi, de la Cohésion Sociale et du Logement de 2005 à 2007.
Logo du ministère du Travail, de l'Emploi, de la Formation professionnelle et du Dialogue social de 2014 à 2017.
Logo du ministère du Travail de mai 2017 à février 2020.
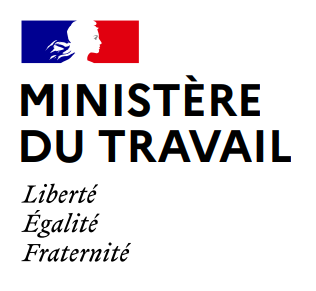
Logo du ministère du Travail de février 2020 à juillet 2020
Logo du ministère du Travail, de l’Emploi et de l’Insertion de juillet 2020 à mai 2022.
Logo du ministère du Travail, du Plein emploi et de l’Insertion depuis mai 2022.

## Organisation

### Ministre
Le 20 mai 2022, Olivier Dussopt est nommé ministre du Travail dans le gouvernement Élisabeth Borne.

### Administration centrale
Le ministre du Travail, de l'Emploi, de la formation professionnelle et du dialogue social a autorité sur : 
- la direction générale du Travail ;
- la direction de l'Animation de la recherche, des Études et des Statistiques (Dares) ;
- la délégation générale à l'Emploi et à la Formation professionnelle (DGEFP), conjointement avec le ministre des sports, de la jeunesse, de l’éducation populaire et de la vie associative ;
- la direction de la Sécurité sociale, conjointement avec le ministre des Solidarités et de la Cohésion sociale et le ministre du Budget, des Comptes publics, de la Fonction publique et de la Réforme de l’État ;
- la direction de la Recherche, des Études, de l'Évaluation et des Statistiques (DREES), conjointement avec le ministre de l’économie, des finances et du commerce extérieur et le ministre des affaires sociales et de la santé ;
- l’inspection générale des affaires sociales, conjointement avec le ministre des affaires sociales et de la santé.

Il dispose de la Mission interministérielle de lutte contre la drogue et la toxicomanie, de la direction générale de la cohésion sociale, de la direction générale de l’Institut national de la statistique et des études économiques et, en tant que de besoin, de la délégation interministérielle à la lutte contre la fraude, de la direction générale de l'Enseignement scolaire, du délégué à l'information et à l'orientation, du secrétariat général des ministères économique et financier et de la direction des Affaires juridiques des mêmes ministères.

### Secrétariat général des ministères sociaux
Le secrétariat général des ministères chargés des affaires sociales (dits « ministères sociaux »), est conjointement placé sous l'autorité de plusieurs ministres, dont le ministère chargé du travail. Créé en 2005, il a été réorganisé et remanié en 2011 et 2013.
Chargé essentiellement de « fonctions support », il regroupe depuis le 16 octobre 2013 : 
- la direction des ressources humaines ;
- la direction des finances, des achats et des services ;
- la direction des systèmes d'information ;
- la direction des affaires juridiques ;
- la délégation aux affaires européennes et internationales ;
- la délégation à l'information et à la communication ;
- la délégation à la stratégie des systèmes d'information de santé.

### Services déconcentrés
Les services déconcentrés du ministère sont, depuis 2021, organisés en directions régionales de l'Économie, de l'Emploi, du Travail et des Solidarités (DREETS) et directions départementales de l'Emploi, du Travail et des Solidarités (DDETS).

## Dans la culture

### Cinéma
- Le téléfilm Crime d'État (2013) de Pierre Aknine revient sur l'affaire Robert Boulin, ministre du Travail.

### Décrets d'attribution
- Décret no 2010-1449 du 25 novembre 2010 relatif aux attributions du ministre du travail, de l'emploi et de la santé (périmé)
- Décret n° 2014-406 du 16 avril 2014 relatif aux attributions du ministre du travail, de l'emploi, de la formation professionnelle et du dialogue social

### Décrets d'organisation
- Décret no 2009-639 du 8 juin 2009 relatif à l'administration centrale des ministères chargés de la santé, des affaires sociales, de la protection sociale, des sports, de la jeunesse et de la vie associative et complétant le décret n° 2005-1795 du 30 décembre 2005 portant organisation de l'administration centrale du ministère de la jeunesse, des sports et de la vie associative (abrogé)
- Décret no 2011-499 relatif aux attributions du secrétaire général des ministères chargés des affaires sociales
- Décret no 2013-727 du 12 août 2013 portant création, organisation et attributions d'un secrétariat général des ministères chargés des affaires sociales